# Sophie Calle
Sophie Calle, född 9 oktober 1953 i Paris, är en fransk konstnär som främst arbetar med fotografi, text och installation. Hon utgår från självupplevda händelser, som hon utnyttjar för att belysa olika aspekter av människans offentliga och privata sidor, men även gränslandet mellan fiktion och det dokumentära. Hon har exempelvis låtit en privatdetektiv skugga henne, tagit jobb som hotellstäderska och dokumenterat gästernas privata tillhörigheter, och låtit mängder med människor reagera på ett brev där hennes ex-pojkvän gjorde slut med henne. 
År 2010 tilldelades hon Hasselbladpriset, och i anslutning till detta omskrevs hon bland annat som Frankrikes mest kända samtidskonstnär, jämte Christian Boltanski.